# Trilho da Uppland
A Upplandsleden (em português: Trilho da Uppland) é um percurso pedestre na província histórica sueca da Uppland, com cerca de 450 km. 
O trilho começa em Sunnersta, a 7 km a sul da cidade de Uppsala e vai até á fronteira com a província da Gästrikland, passando por Länna, Knutby, Gimo, Österbybruk e Älvkarleby. Existem várias ramificações do percurso conduzindo a Knivsta, Estocolmo, lago Mälaren, Märsta e Sigtuna.

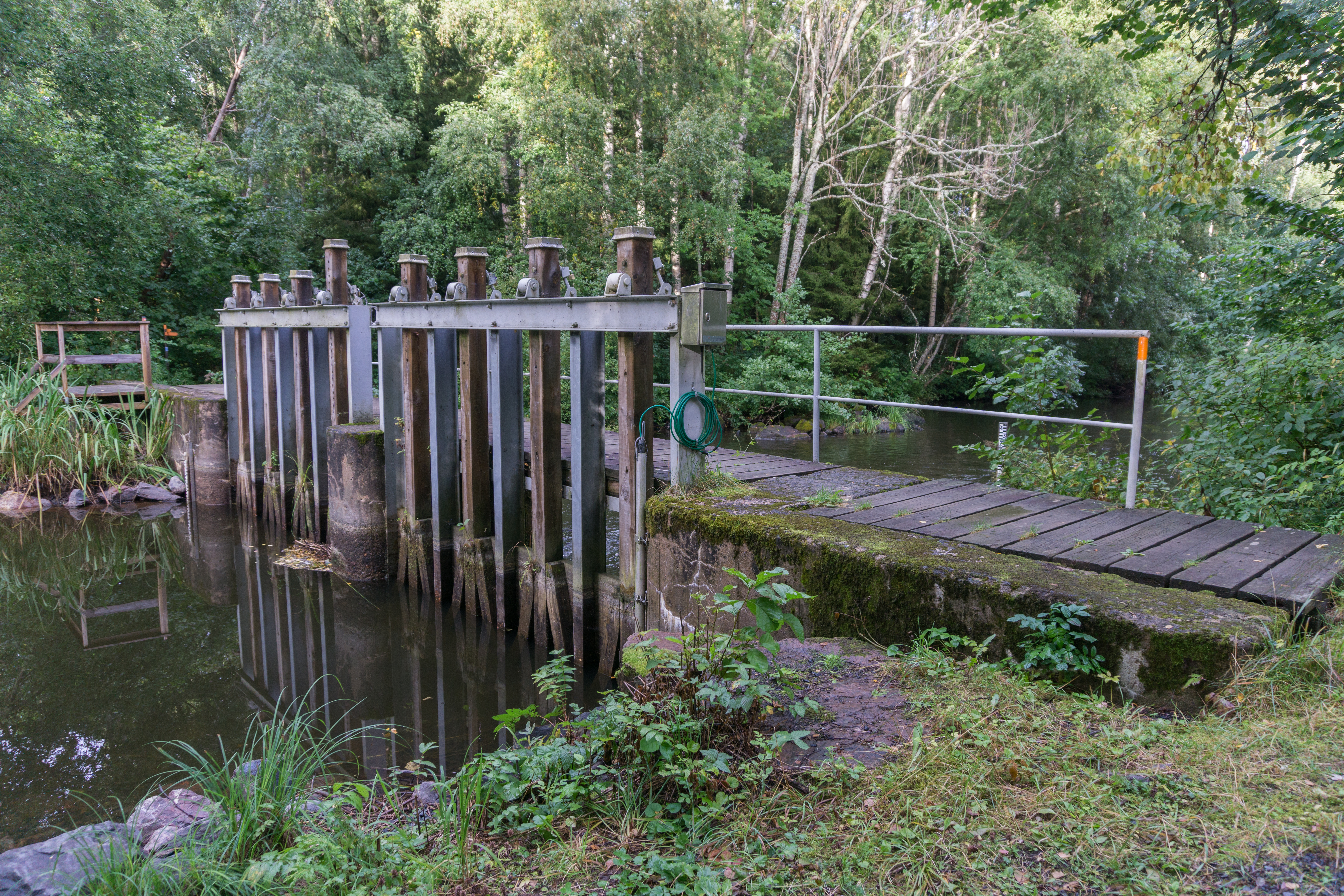
Uma pequena ponte sobre o rio Kolarmoraån
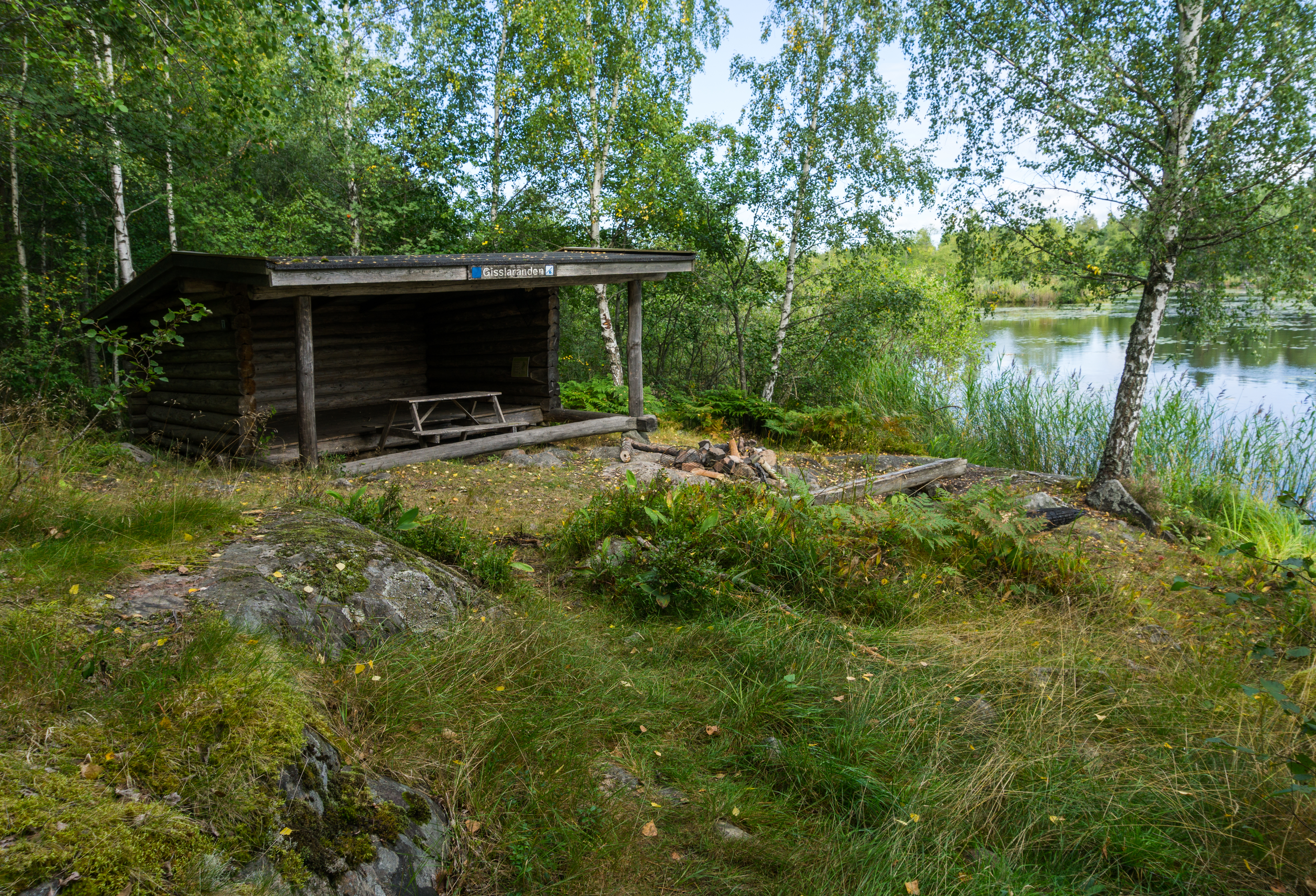
Um abrigo junto ao lago Gisslaren
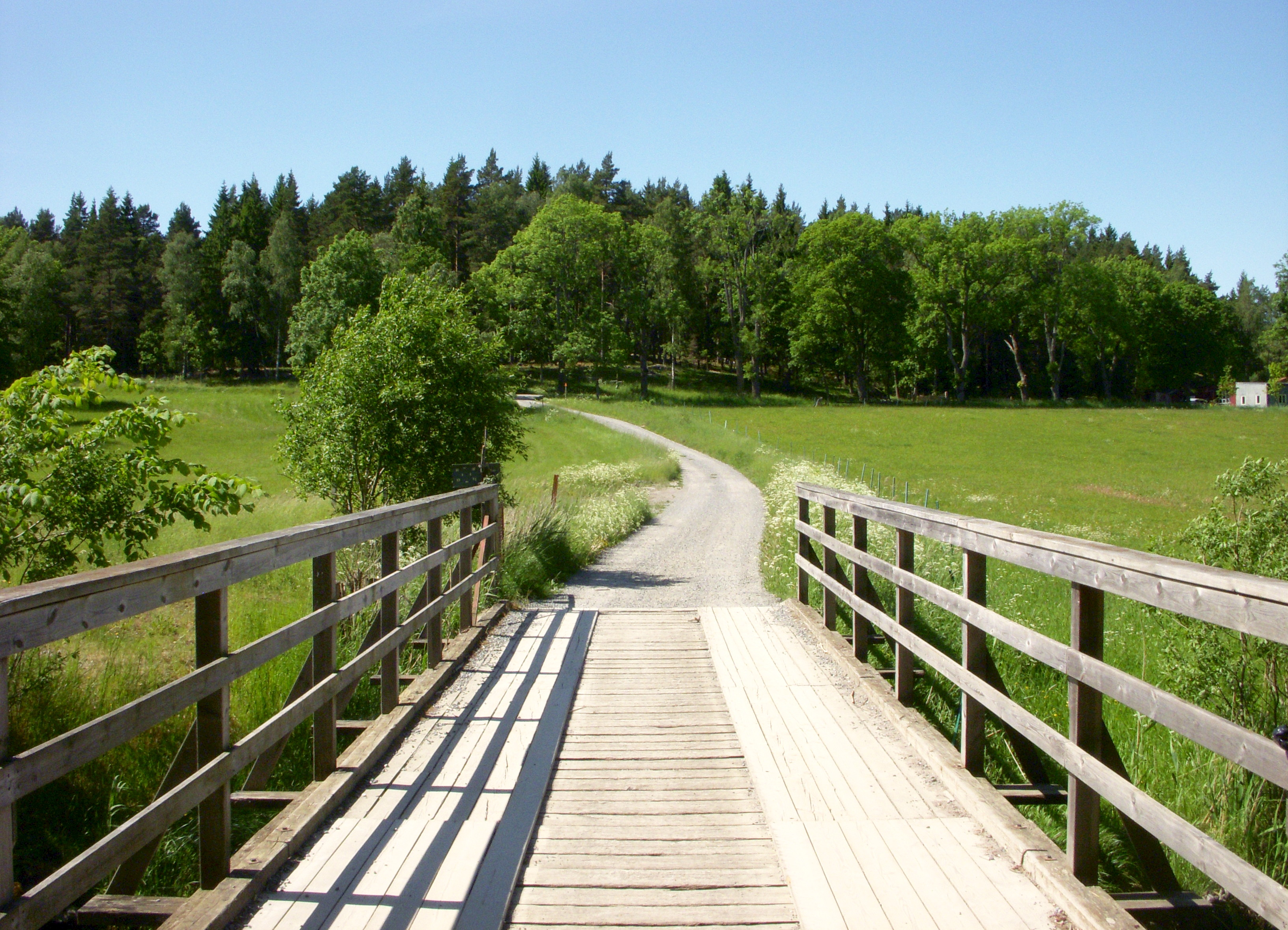
O trilho em Rosendal
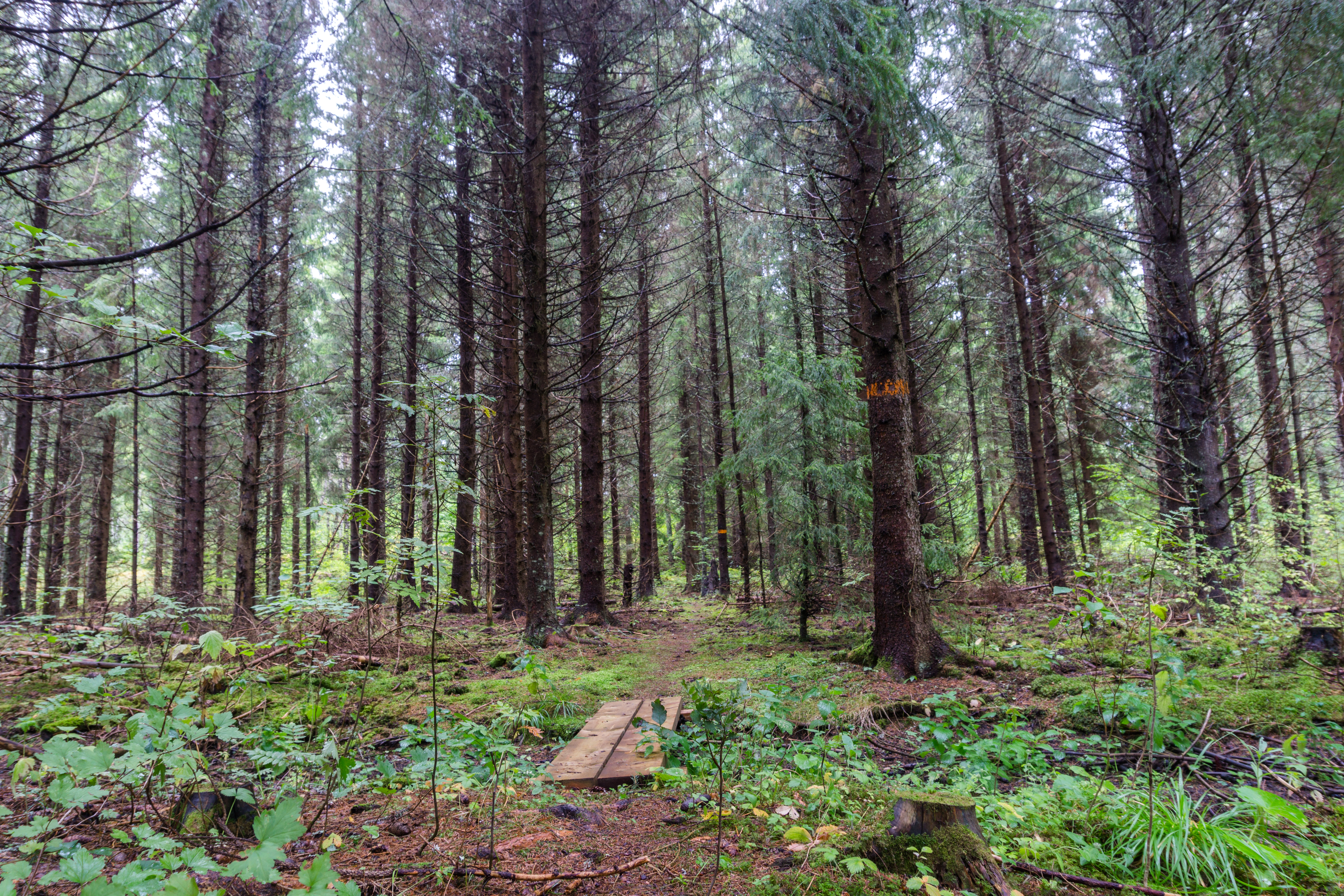
Através da floresta